# Juegos Nacionales Evita
Los Juegos Nacionales Evita son una competencia creada en el año 1948 con el objetivo de manifestar la solidaridad y respeto a través del deporte, tanto en deportes individuales como en equipo. Esta tarea de organización y promoción de los juegos es lanzada por la Agencia de Deporte Nacional, llevada a cabo en la ciudad de Mar del Plata, Argentina.
Hasta 2024, han participado en los juegos atletas de todas las categorías y edades. A partir de 2025 con la creación de los Juegos Argentinos de Alto Rendimiento, los Juegos solamente serán para atletas de categorías juveniles.

## Historia
La historia de estos Juegos Evita se inicia en el año 1948. En ese momento se patrocinó desde la Fundación Eva Perón los primeros Campeonatos Infantiles de fútbol, que luego se convertirían en torneos masivos con la inclusión de varias disciplinas atléticas y deportivas tales como atletismo, natación, básquetbol, esgrima, y demás deportes.
Un año más tarde, se inscribieron en "los torneos Infantiles Evita" 100.000 niños, los que en algunos casos por primera vez tuvieron un chequeo médico completo. Con el derrocamiento de Perón los juegos caen y quedan sumidos en un olvido transitorio.Con el regreso del peronismo al poder, volvieron a realizarse en los años 1973 y 1974.
En el año 2003, por decreto del recién asumido presidente Néstor Kirchner, se impulsa la reedición de los Juegos Nacionales Evita,, convocándose  desde Jujuy a una reunión Nacional de Secretarios y Directores de Deportes. El objetivo declarado de los nuevos Juegos Evita era "buscar una salida hacia una política competitiva e integradora de todo el país, y por sobre todo el interior, que por ese entonces no estaba contemplado en los intereses de la política deportiva Nacional". Con ese objetivo se conforman los Foros Nacionales del Deporte, organizados cada año por el Ministerio de Turismo y Deportes de la Nación En 2004 se produjo la primera edición de los nuevos Juegos Evita, en la provincia de Santa Fe.
Las disciplinas que se establecieron por aquel entonces fueron básquet, vóley, fútbol, atletismo para damas y varones de 13 y 14 años para deportistas no federados. En 2012 se le suman tiro, boxeo, ciclismo, judo, taekwondo, lucha y gimnasia rítmica. En 2014: acuatlón, bádminton, básquetbol adaptado, rugby, fútbol adaptado, levantamiento de pesas, tenis de mesa, canotaje, básquetbol 3 x 3, tenis de mesa adaptado, vóleibol de playa y torball. En 2015, mountain bike y yachting (categoría Optimist). En 2016: Esgrima, Patín Artístico, Natación Artística, Boxeo Femenino, Karate, Pelota Paleta, y en deporte adaptado Boccia y Goalball (este último en reemplazo de Torball). En 2019 se incorporó el windsurf. En 2020 se suspendieron por la pandemia de Covid19 y no volverían a realizarse hasta 2022, cuando se sumaron siete deportes nuevos: Escalada, Futsal, Balonmano de Playa, Patín Carrera, Skate, Tenis y Tiro con arco. Además, el Fútbol 7 pasó a ser mixto.
En 2024, el Comité Olímpico Argentino junto con el Comité Paralímpico Argentino y el Gobierno de Javier Milei lanzaron los Juegos Argentinos de Alto Rendimiento destinado a atletas adultos, por lo que los Juegos Evita quedarán relegados únicamente al deporte de categorías juveniles.

## Deportes
En los juegos nacionales, se practicaban los siguientes deportes:
- Ajedrez
- Bádminton femenino y masculino
- Fútbol masculino y femenino
- Voleyball masculino y femenino
- Balonmano masculino y femenino
- Basquetball masculino y femenino
- Atletismo
- Atletismo y natación para discapacitados
- Natación convencional
- Lucha masculina y femenina
- Judo masculino y femenino
- Taekwondo masculino y femenino
- Ciclismo masculino y femenino
- Tiro masculino y femenino
- Gimnasia Rítmica femenina
- Boxeo masculino
- Hockey sobre césped femenino y masculino
- Rugby masculino y femenino
- Esgrima
- Karate
- Nado sincronizado
- Pelota paleta
- Patinaje artístico

Cultura
En el año 2005 la secretaría de Cultura firmó un convenio con la Secretaría de Deportes para incluir en los Juegos Evita la programación de juegos culturales en las edades de 12 a 16 años y mayores de 60. 
Los juegos culturales que se practican son:
- Pintura
- Fotografía
- Narración
- Historietas
- Canto solista
- Danza

Categorías
En los Juegos Nacionales Evita pueden participar personas de 12 a 18 años de edad de ambos sexos, en las categorías sub. 14/sub. 16/sub. 18,  y la categoría mayores incluyendo a personas nacidas hasta el año 1951, que cumplan los 60 años de edad al 31 de diciembre, y las disciplinas en las que pueden competir la categoría adultos mayores son: Ajedrez, Newcom, Tenis de mesa (Ping-Pong), Tejo, Sapo, y en la sección cultura los deportes que se llevan a cabo son: Danza, Cuento y Pintura.

## Provincias participantes
Las provincias del todo el país son las que concurren a estos juegos, proviniendo de cada una de estas, los campeones de cada deporte. En el caso de atletismo, acceden campeón y subcampeón en la disciplina de velocidad. Las provincias participantes son: 
| - Buenos Aires Ciudad Autónoma (CAB) - Buenos Aires Provincia (BUE) - Catamarca (CAT) - Chaco (CHA) - Chubut (CHU) - Córdoba (CBA) - Corrientes (CRR) - Entre Ríos (ERS) | - Formosa (FOR) - Jujuy (JUJ) - La Pampa (LPA) - La Rioja (LRJ) - Mendoza (MZA) - Misiones (MIS) - Neuquén (NQN) - Río Negro (RNG) | - Salta (SAL) - San Juan (SJN) - San Luis (SLU) - Santa Cruz (SCZ) - Santa Fe (SFE) - Santiago del Estero (SGO) - Tierra del Fuego (TDF) - Tucumán (TUC) |

## Juegos Nacionales Evita
| Año  | Evento                        | Campeón                   |
| ---- | ----------------------------- | ------------------------- |
| 1948 | I Juegos Nacionales Evita     | N/D                       |
| 1949 | II Juegos Nacionales Evita    | N/D                       |
| 1973 | III Juegos Nacionales Evita   | N/D                       |
| 1974 | IV Juegos Nacionales Evita    | N/D                       |
| 2004 | V Juegos Nacionales Evita     | N/D                       |
| 2005 | VI Juegos Nacionales Evita    | N/D                       |
| 2006 | VII Juegos Nacionales Evita   | N/D                       |
| 2007 | VIII Juegos Nacionales Evita  | N/D                       |
| 2008 | IX Juegos Nacionales Evita    | N/D                       |
| 2009 | X Juegos Nacionales Evita     | N/D                       |
| 2010 | XI Juegos Nacionales Evita    | N/D                       |
| 2011 | XII Juegos Nacionales Evita   | N/D                       |
| 2012 | XIII Juegos Nacionales Evita  | N/D                       |
| 2013 | XIV Juegos Nacionales Evita   | Provincia de Buenos Aires |
| 2014 | XV Juegos Nacionales Evita    | Provincia de Buenos Aires |
| 2015 | XVI Juegos Nacionales Evita   |                           |
| 2016 | XVII Juegos Nacionales Evita  | Provincia de Buenos Aires |
| 2017 | XVIII Juegos Nacionales Evita | Provincia de Buenos Aires |